# گنرو

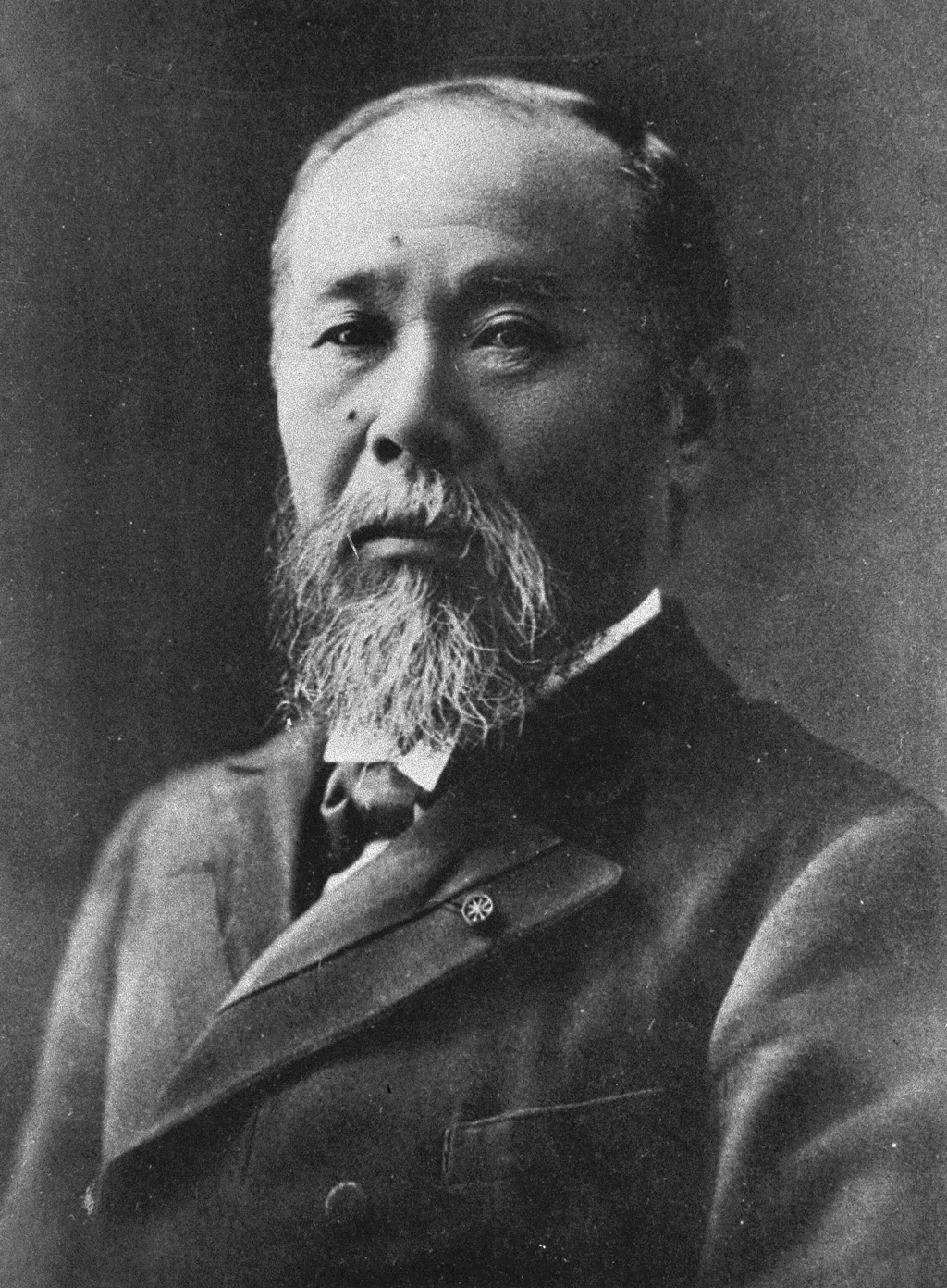
ایتو هیروبومی نخستین گنرو

گِنرُو (به ژاپنی: 元老 Genrō) از لحاظ لغوی به معنای «دولتمرد بزرگ» است و تا قبل از جنگ دوم جهانی مهمترین مقام دولتی در ژاپن به شمار می‌آمد. چنین عنوانی در قانون اساسی امپراتوری ژاپن ذکر نشده و عنوانی غیر رسمی است. گنرو عنوانی است  برای برخی از سیاستمداران ژاپن که در طول دوره میجی، عصر تایشو و اوایل دوره شووا به عنوان مشاور به امپراتور خدمت می‌کردند.

## فهرست گنروها

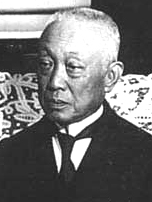
سای‌اونجی کینموچی، آخرین گنرو

|   | نام                | خاستگاه        | تولد           | مرگ            |
| - | ------------------ | -------------- | -------------- | -------------- |
| ۱ | ایتو هیروبومی      | قلمروی چوشو    | ۱۶ اکتبر ۱۸۴۱  | ۲۶ اکتبر ۱۹۰۹  |
| ۲ | کورودا کیوتاکا     | قلمروی ساتسوما | ۱۶ اکتبر ۱۸۴۰  | ۲۳ اوت ۱۹۰۰    |
| ۳ | اویاما ایوائو      | ساتسوما        | ۱۲ نوامبر ۱۸۴۲ | ۱۰ دسامبر ۱۹۱۶ |
| ۴ | اینواوئه کائورو    | چوشو           | ۱۶ ژانویه ۱۸۳۶ | ۱ سپتامبر ۱۹۱۵ |
| ۵ | سایگو تسوگومیچی    | ساتسوما        | ۱ ژوئن ۱۸۴۳    | ۱۸ ژوئیه ۱۹۰۲  |
| ۶ | ماتسوکاتا ماسایوشی | ساتسوما        | ۲۵ فوریه ۱۸۳۵  | ۲ ژوئیه ۱۹۲۴   |
| ۷ | یاماگاتا آریتومو   | چوشو           | ۱۴ ژوئن ۱۸۳۸   | ۱ فوریه ۱۹۲۲   |
| ۸ | کاتسورا تارو       | چوشو           | ۴ ژانویه ۱۸۴۸  | ۱۰ اکتبر ۱۹۱۳  |
| ۹ | سای‌اونجی کینموچی   | کوگه           | ۲۳ اکتبر ۱۸۴۹  | ۲۴ نوامبر ۱۹۴۰ |